# كرايغ ستانلي
كرايغ ستانلي (بالإنجليزية: Craig Stanley)‏ (3 مارس 1984 في المملكة المتحدة - ) هو لاعب كرة قدم بريطاني في مركز الوسط. شارك مع منتخب إنجلترا لكرة القدم C ‏. أما مع النوادي، فقد لعب مع ريث روفرز ونادي بريستول روفيرز ونادي توركي يونايتد ونادي والسول وتيلفورد يونايتد ونادي هيرفورد ولينكولن سيتي أف سي وEastleigh F.C. ‏ ونادي ألدرشوت تاون ونادي موركامب.

## وصلات خارجية
- كرايغ ستانلي على موقع قاعدة بيانات كرة القدم.إي يو (الإنجليزية)
- كرايغ ستانلي على موقع Soccerbase.com (لاعب) (الإنجليزية)
- كرايغ ستانلي على موقع Soccerway.com (الإنجليزية)